# Copa del Mundo de Esquí Alpino de 2019-20

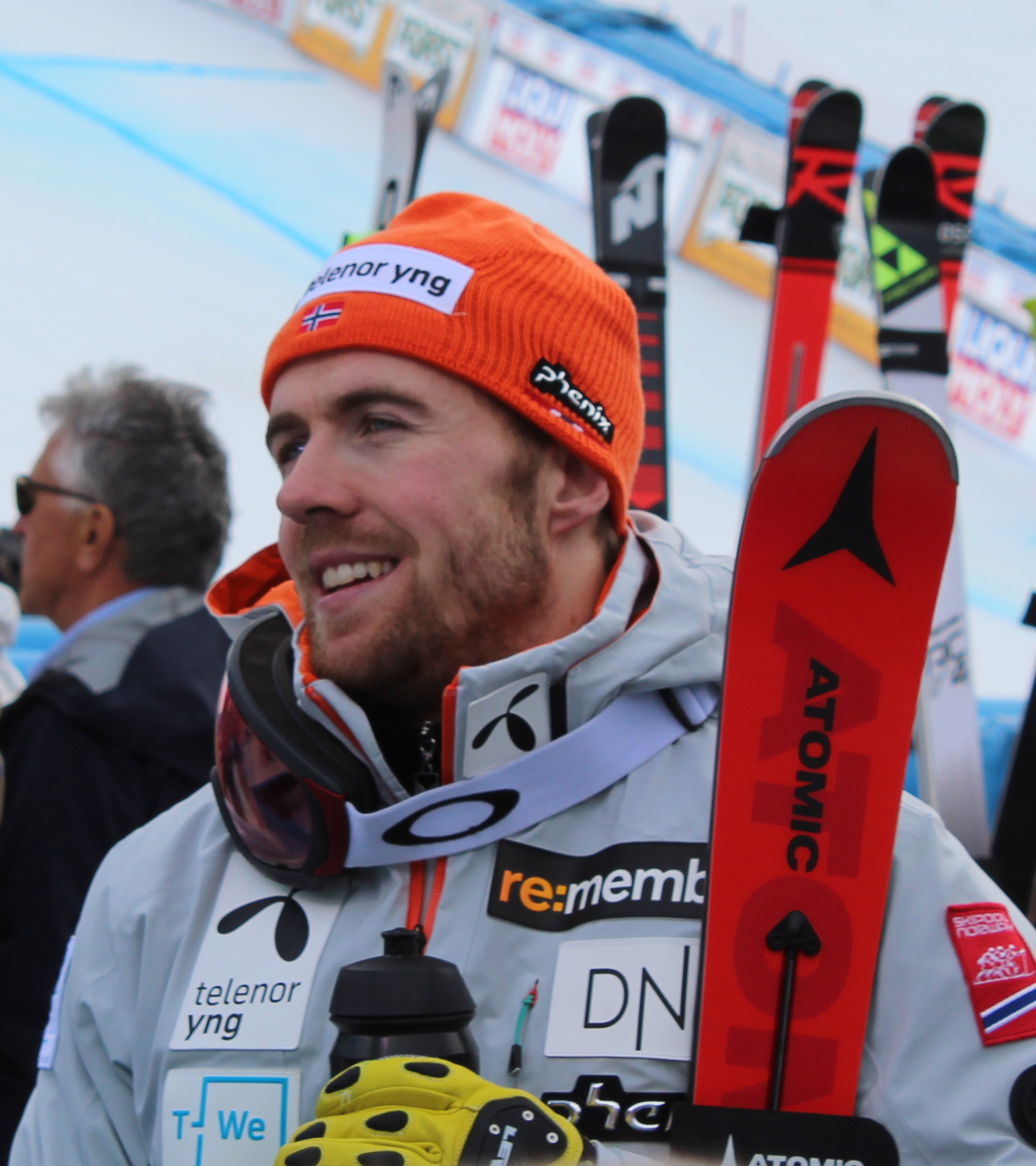
El esquiador alpino Aleksander Aamodt Kilde es entrevistado al pie de la pista Stelvio en Bormio, durante la carrera de descenso del 27 de diciembre de 2019, válida para la Copa del Mundo de esquí 2019-2020.

La Copa del Mundo de Esquí Alpino de 2019-20, organizada por la Federación Internacional de Esquí, es la 54.ª edición de este evento, comenzó el 26 de octubre de 2019 y tenía previsto terminar el 22 de marzo de 2020, pero terminó antes debido a la pandemia de COVID-19.

## Hombres

### Resultados
| Fecha                   | Localidad                        | Tipo | Ganador              | Segundo                         | Tercero                                    |
| ----------------------- | -------------------------------- | ---- | -------------------- | ------------------------------- | ------------------------------------------ |
| 27 de octubre de 2019   | Sölden, Austria                  | GS   | Alexis Pinturault    | Mathieu Faivre                  | Žan Kranjec                                |
| 24 de noviembre de 2019 | Levi, Finlandia                  | SL   | Henrik Kristoffersen | Clément Noël                    | Daniel Yule                                |
| 30 de noviembre de 2019 | Lake Louise, Canadá              | DH   | Thomas Dreßen        | Dominik Paris                   | Beat Feuz Carlo Janka                      |
| 1 de diciembre de 2019  | Lake Louise, Canadá              | SG   | Matthias Mayer       | Dominik Paris                   | Mauro Caviezel Vincent Kriechmayr          |
| 6 de diciembre de 2019  | Beaver Creek, Estados Unidos     | SG   | Marco Odermatt       | Aleksander Kilde                | Matthias Mayer                             |
| 7 de diciembre de 2019  | Beaver Creek, Estados Unidos     | DH   | Beat Feuz            | Johan Clarey Vincent Kriechmayr |                                            |
| 8 de diciembre de 2019  | Beaver Creek, Estados Unidos     | GS   | Tommy Ford           | Henrik Kristoffersen            | Leif Kristian Haugen                       |
| 15 de diciembre de 2019 | Val-d'Isère, Francia             | SL   | Alexis Pinturault    | André Myhrer                    | Stefano Gross                              |
| 20 de diciembre de 2019 | Val Gardena, Italia              | SG   | Vincent Kriechmayr   | Kjetil Jansrud                  | Thomas Dreßen                              |
| 22 de diciembre de 2019 | Alta Badia, Italia               | GS   | Henrik Kristoffersen | Cyprien Sarrazin                | Žan Kranjec                                |
| 23 de diciembre de 2019 | Alta Badia, Italia               | PR   | Rasmus Windingstad   | Stefan Luitz                    | Roland Leitinger                           |
| 27 de diciembre de 2019 | Bormio, Italia                   | DH   | Dominik Paris        | Beat Feuz                       | Matthias Mayer                             |
| 28 de diciembre de 2019 | Bormio, Italia                   | DH   | Dominik Paris        | Urs Kryenbühl                   | Beat Feuz                                  |
| 29 de diciembre de 2019 | Bormio, Italia                   | KB   | Alexis Pinturault    | Aleksander Kilde                | Loïc Meillard                              |
| 5 de enero de 2020      | Zagabria Sljeme, Croacia         | SL   | Clément Noël         | Ramon Zenhäusern                | Alex Vinatzer                              |
| 8 de enero de 2020      | Madonna di Campiglio, Italia     | SL   | Daniel Yule          | Henrik Kristoffersen            | Clément Noël                               |
| 11 de enero de 2020     | Adelboden, Suiza                 | GS   | Žan Kranjec          | Filip Zubčić                    | Victor Muffat-Jeandet Henrik Kristoffersen |
| 12 de enero de 2020     | Adelboden, Suiza                 | SL   | Daniel Yule          | Henrik Kristoffersen            | Marco Schwarz                              |
| 17 de enero de 2020     | Wengen, Suiza                    | KB   | Matthias Mayer       | Alexis Pinturault               | Victor Muffat-Jeandet                      |
| 18 de enero de 2020     | Wengen, Suiza                    | DH   | Beat Feuz            | Dominik Paris                   | Thomas Dreßen                              |
| 19 de enero de 2020     | Wengen, Suiza                    | SL   | Clément Noël         | Henrik Kristoffersen            | Aleksandr Joroshílov                       |
| 24 de enero de 2020     | Kitzbühel, Austria               | SG   | Kjetil Jansrud       | Aleksander Kilde Matthias Mayer |                                            |
| 25 de enero de 2020     | Kitzbühel, Austria               | DH   | Matthias Mayer       | Beat Feuz Vincent Kriechmayr    |                                            |
| 26 de enero de 2020     | Kitzbühel, Austria               | SL   | Daniel Yule          | Marco Schwarz                   | Clément Noël                               |
| 28 de enero de 2020     | Schladming, Austria              | SL   | Henrik Kristoffersen | Alexis Pinturault               | Daniel Yule                                |
| 1 de febrero de 2020    | Garmisch-Partenkirchen, Alemania | DH   |                      |                                 |                                            |
| 2 de febrero de 2020    | Garmisch-Partenkirchen, Alemania | GS   |                      |                                 |                                            |
| 8 de febrero de 2020    | Chamonix, Francia                | SL   |                      |                                 |                                            |
| 9 de febrero de 2020    | Chamonix, Francia                | PR   |                      |                                 |                                            |
| 15 de febrero de 2020   | Yanqing, China                   | DH   |                      |                                 |                                            |
| 16 de febrero de 2020   | Yanqing, China                   | SG   |                      |                                 |                                            |
| 22 de febrero de 2020   | Naeba, Japón                     | GS   |                      |                                 |                                            |
| 23 de febrero de 2020   | Naeba, Japón                     | SL   |                      |                                 |                                            |
| 28 de febrero de 2020   | Hinterstoder, Austria            | KB   |                      |                                 |                                            |
| 29 de febrero de 2020   | Hinterstoder, Austria            | SG   |                      |                                 |                                            |
| 1 de marzo de 2020      | Hinterstoder, Austria            | GS   |                      |                                 |                                            |
| 7 de marzo de 2020      | Lillehammer, Noruega             | DH   |                      |                                 |                                            |
| 8 de marzo de 2020      | Lillehammer, Noruega             | SG   |                      |                                 |                                            |
| 15 de marzo de 2020     | Kranjska Gora, Eslovenia         | GS   |                      |                                 |                                            |
| 16 de marzo de 2020     | Kranjska Gora, Eslovenia         | SL   |                      |                                 |                                            |
| 18 de marzo de 2020     | Cortina d'Ampezzo, Italia        | DH   |                      |                                 |                                            |
| 19 de marzo de 2020     | Cortina d'Ampezzo, Italia        | SG   |                      |                                 |                                            |
| 21 de marzo de 2020     | Cortina d'Ampezzo, Italia        | GS   |                      |                                 |                                            |
| 22 de marzo de 2020     | Cortina d'Ampezzo, Italia        | SL   |                      |                                 |                                            |

Leyenda:DH = descenso, SG = supergigante, GS = eslalon gigante, SL = eslalon especial, KB = combinada, PR = eslalon paralelo

### Clasificación generalTop 5
(Actualizada tras la prueba del 28 de enero)
| Pos. | Nombre               | Nacionalid | Puntos |
| ---- | -------------------- | ---------- | ------ |
| 1    | Henrik Kristoffersen | Noruega    | 841    |
| 2    | Alexis Pinturault    | Francia    | 722    |
| 3    | Aleksander Kilde     | Noruega    | 700    |
| 4    | Matthias Mayer       | Austria    | 692    |
| 5    | Beat Feuz            | Suiza      | 577    |

## Mujeres

### Resultados
| Fecha                   | Localidad                        | Tipo | Ganadora                       | Segunda             | Tercera               |
| ----------------------- | -------------------------------- | ---- | ------------------------------ | ------------------- | --------------------- |
| 26 de octubre de 2019   | Sölden, Austria                  | GS   | Alice Robinson                 | Mikaela Shiffrin    | Tessa Worley          |
| 23 de noviembre de 2019 | Levi, Finlandia                  | SL   | Mikaela Shiffrin               | Wendy Holdener      | Katharina Truppe      |
| 30 de noviembre de 2019 | Killington, Estados Unidos       | GS   | Marta Bassino                  | Federica Brignone   | Mikaela Shiffrin      |
| 1 de diciembre de 2019  | Killington, Estados Unidos       | SL   | Mikaela Shiffrin               | Petra Vlhová        | Anna Swenn-Larsson    |
| 6 de diciembre de 2019  | Lake Louise, Canadá              | DH   | Ester Ledecká                  | Corinne Suter       | Stephanie Venier      |
| 7 de diciembre de 2019  | Lake Louise, Canadá              | DH   | Nicole Schmidhofer             | Mikaela Shiffrin    | Francesca Marsaglia   |
| 8 de diciembre de 2019  | Lake Louise, Canadá              | SG   | Viktoria Rebensburg            | Nicol Delago        | Corinne Suter         |
| 14 de diciembre de 2019 | Sankt Moritz, Suiza              | SG   | Sofia Goggia                   | Federica Brignone   | Mikaela Shiffrin      |
| 15 de diciembre de 2019 | Sankt Moritz, Suiza              | PR   | Petra Vlhová                   | Anna Swenn-Larsson  | Franziska Gritsch     |
| 17 de diciembre de 2019 | Courchevel, Francia              | GS   | Federica Brignone              | Mina Fürst Holtmann | Wendy Holdener        |
| 22 de diciembre de 2019 | Val-d'Isère, Francia             | KB   | anulada                        | anulada             | anulada               |
| 28 de diciembre de 2019 | Linz, Austria                    | GS   | Mikaela Shiffrin               | Marta Bassino       | Katharina Liensberger |
| 29 de diciembre de 2019 | Linz, Austria                    | SL   | Mikaela Shiffrin               | Petra Vlhová        | Michelle Gisin        |
| 4 de enero de 2020      | Zagabria Sljeme, Croacia         | SL   | Petra Vlhová                   | Mikaela Shiffrin    | Katharina Liensberger |
| 11 de enero de 2020     | Altenmarkt-Zauchensee, Austria   | DH   | Corinne Suter                  | Nicol Delago        | Michelle Gisin        |
| 12 de enero de 2020     | Altenmarkt-Zauchensee, Austria   | KB   | Federica Brignone              | Wendy Holdener      | Marta Bassino         |
| 14 de enero de 2020     | Flachau, Austria                 | SL   | Petra Vlhová                   | Anna Swenn-Larsson  | Mikaela Shiffrin      |
| 18 de enero de 2020     | Sestriere, Italia                | GS   | Federica Brignone Petra Vlhová |                     | Mikaela Shiffrin      |
| 19 de enero de 2020     | Sestriere, Italia                | PR   | Clara Direz                    | Elisa Mörzinger     | Marta Bassino         |
| 24 de enero de 2020     | Bansko, Bulgaria                 | DH   | Mikaela Shiffrin               | Federica Brignone   | Joana Hählen          |
| 25 de enero de 2020     | Bansko, Bulgaria                 | DH   | Elena Curtoni                  | Marta Bassino       | Federica Brignone     |
| 26 de enero de 2020     | Bansko, Bulgaria                 | SG   | Mikaela Shiffrin               | Marta Bassino       | Lara Gut-Behrami      |
| 1 de febrero de 2020    | Sochi, Rusia                     | DH   |                                |                     |                       |
| 2 de febrero de 2020    | Sochi, Rusia                     | SG   |                                |                     |                       |
| 8 de febrero de 2020    | Garmisch-Partenkirchen, Alemania | DH   |                                |                     |                       |
| 9 de febrero de 2020    | Garmisch-Partenkirchen, Alemania | SG   |                                |                     |                       |
| 15 de febrero de 2020   | Maribor, Eslovenia               | GS   |                                |                     |                       |
| 16 de febrero de 2020   | Maribor, Eslovenia               | SL   |                                |                     |                       |
| 22 de febrero de 2020   | Crans-Montana, Suiza             | DH   |                                |                     |                       |
| 23 de febrero de 2020   | Crans-Montana, Suiza             | KB   |                                |                     |                       |
| 29 de febrero de 2020   | La Thuile, Italia                | SG   |                                |                     |                       |
| 1 de marzo de 2020      | La Thuile, Italia                | KB   |                                |                     |                       |
| 7 de marzo de 2020      | Ofterschwang, Alemania           | GS   |                                |                     |                       |
| 8 de marzo de 2020      | Ofterschwang, Alemania           | SL   |                                |                     |                       |
| 12 de marzo de 2020     | Åre, Suecia                      | PR   |                                |                     |                       |
| 13 de marzo de 2020     | Åre, Suecia                      | GS   |                                |                     |                       |
| 14 de marzo de 2020     | Åre, Suecia                      | SL   |                                |                     |                       |
| 18 de marzo de 2020     | Cortina d'Ampezzo, Italia        | DH   |                                |                     |                       |
| 19 de marzo de 2020     | Cortina d'Ampezzo, Italia        | SG   |                                |                     |                       |
| 21 de marzo de 2020     | Cortina d'Ampezzo, Italia        | SL   |                                |                     |                       |
| 22 de marzo de 2020     | Cortina d'Ampezzo, Italia        | GS   |                                |                     |                       |

Leyenda:DH = descenso, SG = supergigante, GS = eslalon gigante, SL = eslalon especial, KB = combinada, PR = eslalon paralelo

### Clasificación generalTop 5
(Actualizada tras la prueba del 26 de enero)
| Pos. | Nombre            | Nación         | Puntos |
| ---- | ----------------- | -------------- | ------ |
| 1    | Mikaela Shiffrin  | Estados Unidos | 1225   |
| 2    | Federica Brignone | Italia         | 855    |
| 3    | Petra Vlhová      | Eslovaquia     | 565    |
| 4    | Marta Bassino     | Italia         | 620    |
| 5    | Wendy Holdener    | Suiza          | 493    |